# Better Than Raw
Better Than Raw es el octavo disco de la banda alemana de power metal Helloween lanzado en 1998. Sus sencillos son «Hey Lord!» y «I Can».

## Lista de canciones
1. "Deliberately Limited Preliminary Prelude Period in Z" – 1:44 (M: Kusch)
2. "Push" (M: Kusch L: Deris, Kusch, Weikath) – 4:48
3. "Falling Higher" (M: Weikath L: Deris, Weikath) – 4:48
4. "Hey Lord!" (M: Deris L: Deris) – 4:08
5. "Don't Spit on My Mind" (M: Deris, Grosskopf L: Deris) – 4:26
6. "Revelation" (M: Kusch L: Deris) – 8:23
7. "Time" (M: Deris L: Deris) – 5:44
8. "I Can" (M: Weikath L: Deris, Weikath) – 4:41
9. "A Handful of Pain" (M: Kusch L: Deris) – 4:49
10. "Laudate Dominum" (M: Weikath L: Weikath) – 5:11
11. "Midnight Sun" (M: Weikath L: Weikath) – 6:21
12. "A Game we Shouldn't Play" (bonus) - 3:39
13. "Moshi Moshi Shiki No Uta" (bonus) - 6:53

## Bonus Tracks en la edición Mini-LP (japonesa)
1. "Back On The Ground" - 3:39
2. "A Game We Shouldn't Play" - 3:41
3. "Rain" - 3:46
4. "Walk Your Way" - 4:33
5. "Bonus" - 4:59

## Formación
- Andi Deris - Voz
- Michael Weikath - Guitarra
- Roland Grapow - Guitarra
- Markus Grosskopf - Bajo
- Uli Kusch - Batería
- Jorn Ellerbrock - Teclados
- Tommy Hansen - Teclados
- Jutta Weinhold, Ralf Maurer, Christina Hahne, y miembros de Helloween  - Voces secundarias